# Polyfluorure de vinylidène
Le poly(fluorure de vinylidène) est un polymère du fluorure de vinylidène.
Son nom anglais est « PolyVinyliDene Fluoride », ce qui explique son code ISO : PVDF. Il est commercialisé sous les noms Dyflor (Evonik), Foraflon, Kynar (Arkema) et Solef (Solvay).
Le PVDF est un fluoropolymère thermoplastique semi-cristallin (taux de cristallinité voisin de 50 %) très résistant. À l'instar des autres fluoropolymères, il supporte les rayons ultraviolets, a une bonne résistance au feu et aux agents chimiques les plus corrosifs, et a d'ailleurs été utilisé en premier lieu pour l'isolation électrique. En 1969, le Pr Kawaï découvre les propriétés piézolélectriques de ce polymère, ouvrant ainsi le champ à de nouvelles applications (transducteurs, batteries, etc.).

## Applications
Les applications du PVDF sont multiples, mais limitées par son coût de fabrication. On l'utilise pour la tuyauterie, les accessoires et les cuves dans l'industrie chimique, l'isolation électrique de fils et d'éléments piézoélectriques en électronique. On l'inclut aussi dans les revêtements liquides pour la construction. On l'utilise en biotechnologie comme membrane (à l'instar de la nitrocellulose plus commune) pour transférer des protéines que l'on a préalablement séparées par électrophorèse dans une technique appelée le western blot ou immunobuvardage en français.
Utilisé également par les pêcheurs, pour faire des bas de ligne solides et performants (appellation Fluorocarbone). Remplaçant avantageusement les fils d'acier, son indice de réfraction très proche de celui de l'eau, lui procure une quasi-invisibilité. Sa résistance est supérieure aux fils en nylon grâce à une parfaite imperméabilité. Il coule trois fois plus vite qu'un fil traditionnel. De plus, il amortit parfaitement les chocs et bénéficie d'une excellente résistance à l'abrasion.

## Structure
Selon la structure de la maille cristalline, le PVDF présente des propriétés di-, piézo-, pyro- et ferroélectriques. Ces caractéristiques le rendent utile pour fabriquer des sondes et batteries.
Le PVDF comporte trois phases cristallines principales :
- alpha : phase la plus courante obtenue par cristallisation à partir de l'état fondu. Elle est apolaire due à sa conformation de chaîne TGTG' (où T : conformation Trans, G conformation Gauche) ;
- bêta : phase la plus polaire due à sa conformation TTTT, obtenue classiquement par étirage de la phase alpha, ou par recristallisation à partir de l'état fondu sous hautes température et pression, ou même par ajout de charges ;
- gamma : phase polaire de conformation TTTGTTG' souvent obtenue par ajout d'un solvant polaire[2].

Pour pouvoir présenter des propriétés piézoélectriques, le PVDF doit être sous forme polaire.
Son intervalle d'emploi en continu varie de −30 à 150 °C, dû aux deux principales transitions thermiques : sa transition vitreuse est située à −40 °C (passage d'un état vitreux à un état « caoutchouteux »), et sa transition de Curie, lorsque le PVDF est ferroélectrique, est quasiment confondue avec la fusion, soit entre 150 °C et 160 °C.

## Propriétés physiques
| Nom                                | Système métrique     | Unités anglaises |
| ---------------------------------- | -------------------- | ---------------- |
| Masse volumique                    | 1 780 kg·m-3         | 111 lb·ft-3      |
| Zone de fusion                     | 170 à 180 °C         | 338 à 356 °F     |
| Coefficient de dilatation linéaire | 130×10−6 K−1         |                  |
| Module d'élasticité                | 350–1 100 MPa        | 50–160 kp.s.i.   |
| Résistance à la rupture            | 15–35 MPa            | 2,2–5,0 kp.s.i.  |
| Allongement à la rupture           | 200–750 %            |                  |
| Résistivité volumique              | ≥ 1×1012 Ω·m         |                  |
| Permittivité diélectrique          | 49,08 pF·m-1 à 1 kHz |                  |

## Autres formes courantes

### Copolymère
Le PVDF est utilisé sous forme de copolymère dans de nombreuses applications industrielles ou scientifiques.
Il peut être associé à de l'hexafluoropropylène pour former du P(VDF-co-HFP). Les ratios massiques PVDF/HFP les plus utilisés vont de 92/08 à 82/18. Une des applications les plus courantes est son utilisation comme matrice polymère de l'électrolyte dans les batteries au Lithium, grâce à ses plus faibles taux de cristallisation et constante diélectrique par rapport au PVDF.
Il peut être aussi associé avec le Trifluoroéthylène pour former du P(VDF-TrFE), synthétisé majoritairement en voie solvant. Les principales applications sont pour la piézoélectricité et l'électrostriction. Les ratios molaires principalement utilisés vont du 80:20 jusqu'à 55:45. Ce copolymère présente un taux de cristallinité plus élevé et une plus haute polarité par unité structurale que le pur PVDF. Les coefficients piézoélectriques d33 obtenus, qui peuvent varier en fonction des conditions d'utilisation et du taux de TFE, sont supérieures (-40 pC/N pour -33 pC/N pour le PVDF pur, sous forme de films). Pour les mêmes applications, le PVDF peut être associé avec du Tétrafluoroéthylène. Les unités structurales sont moins polaires mais le taux de cristallinité est augmenté, ce qui donne un coefficient piézoélectrique supérieur (d33=-38pC/N. Ces deux formes de copolymères sont souvent associées avec d'autres matériaux, par exemple des céramiques, pour former des composites et ainsi améliorer leurs propriétés piézoélectriques,.

### Terpolymère
Le PVDF peut aussi être sous forme de terpolymère. Les deux plus connus et étudiés sont obtenus à partir du copolymère P(VDF-TrFE), où l'on vient incorporer statistiquement dans la chaîne polymère du ChloroFluoroEthylène (CFE) pour former du P(VDF-TrFE-CFE) ou du ChlorotriFluoroEthylène (CTFE) pour le P(VDF-TrFE-CTFE). Grâce à la possibilité de changements de conformations de chaînes sous contrainte, ces terpolymères sont très prometteurs pour leurs propriétés électromécaniques,.